# أنطونيو كاندريفا
أنطونيو كاندريفا (بالإيطالية: Antonio Candreva) (مواليد 28 فبراير 1987 في روما - إيطاليا) لاعب كرة قدم إيطالي سابق، كان يلعب في مركز الوسط المهاجم كما يجيد اللعب في مركز الجناح الأيمن والأيسر.

## وصلات خارجية
- أنطونيو كاندريفا على موقع الاتحاد الدولي (مؤرشف)  (الإنجليزية)
- أنطونيو كاندريفا على موقع الاتحاد الأوربي (الإنجليزية)
- أنطونيو كاندريفا على موقع إي إس بي إن إف سي (الإنجليزية)
- أنطونيو كاندريفا على موقع قاعدة بيانات كرة القدم.إي يو (الإنجليزية)
- أنطونيو كاندريفا على موقع ليكيب (الفرنسية)
- أنطونيو كاندريفا على موقع ناشيونال فوتبول تيمز (الإنجليزية)
- أنطونيو كاندريفا على موقع Soccerway.com (الإنجليزية)
- أنطونيو كاندريفا على موقع عالم كرة القدم.نت (الإنجليزية)
- أنطونيو كاندريفا على موقع كووورة
- أنطونيو كاندريفا على موقع أوليمبيديا (الإنجليزية)
- Profile on الاتحاد الإيطالي لكرة القدم official website (بالإيطالية)
- Profile on إي إس بي إن